# Maurice Gourdon
Pour les articles homonymes, voir Gourdon.
 (juin 2022).
Maurice Gourdon, né le 20 avril 1847 à Nantes et mort dans la même ville le 20 mars 1941, est un pyrénéiste français.

## Biographie

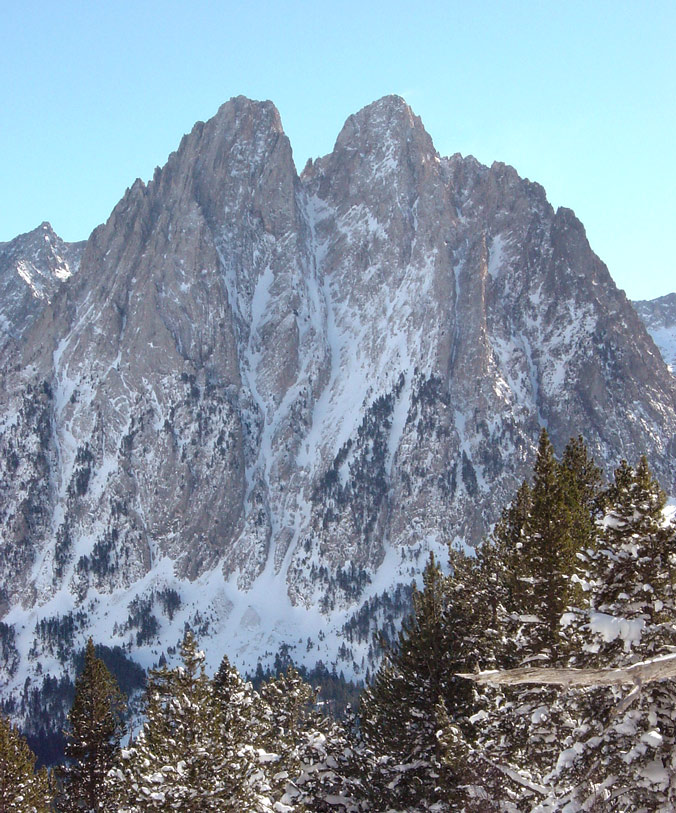
La grande Encantat, à droite, première ascension par Maurice Gourdon.

Maurice Gourdon est venu, enfant, aux Pyrénées (en 1859), à Luchon à partir de 1862, et tous les étés. En 1871, il décide de se fixer dans cette ville. Il est passionné par les Pyrénées et, étant rentier, il peut y consacrer l'essentiel de ses activités. Géologue, il étudie et collectionne les échantillons (1 300 minéraux, conservés aujourd'hui au muséum de Nantes). Une espèce de trilobite porte son nom : Gourdonia Gourdoni. Dessinateur, peintre, lithographe, il a laissé des centaines de documents, dont beaucoup se trouvent au musée de Luchon. Photographe, il a promené sa grande chambre photographique sur tous les massifs luchonnais et a été un des plus grands photographes pyrénéens (ses négatifs sur plaques de verre sont conservés à Toulouse).
En 1872, il rencontre Eugène Trutat. Ils font ensemble de nombreuses expéditions scientifiques : ils étudient en particulier l'avance des glaciers, principalement celui de la Maladeta (1873). Il adhère au Club alpin français dès sa création, en 1874.
Il parcourt méthodiquement les montagnes du Luchonnais, réalisant de nombreuses premières : le Mail pintrat, le Mail planet, le pic Noir, devenu pic Gourdon en son honneur. Il réalise la première de la grande Encantat, en val d'Aran, et l'Aneto en hivernal. Il explore la vallée du Larboust, ancienne vallée glaciaire d'Oô, pour en recenser les blocs erratiques. Il répertorie en même temps les mégalithes : cromlechs, menhirs, alignements de la montagne d'Espiau, puis, en val d'Aran, du Pla de Beret.
Cartographe, il participe avec Franz Schrader et Paul Édouard Wallon aux relevés topographiques qui permettront d'établir les nouvelles cartes d'état-major, sous les directives du capitaine Prudent, dont les méthodes seront plus tard appliquées à la cartographie des Alpes.
Il parcourt ensuite le versant sud de la chaîne : Aragon, Maladeta, Val d'Aran, Andorre (réalisant l'ascension du pic de l'Estanyó et du pic Negre d'Envalira) et Catalogne. Il est l'un des premiers à écrire sur l'Andorre, ce petit pays d'accès difficile. En 1896, il monte au sommet du Montcalm par le versant catalan.
Son amitié avec Toussaint Lézat l'amènera à lui succéder, à sa mort, comme conservateur du musée de Luchon.
Henri Beraldi l'a mis dans sa Pléiade pyrénéiste, aux côtés d'Henry Russell, Aymar de Saint-Saud, Paul Édouard Wallon, Franz Schrader, Alphonse Lequeutre, le capitaine Prudent. Il est l'auteur de près de 170 ouvrages sur ses explorations, la géologie, la faune et la flore, et des sujets très variés.
Comme beaucoup de personnages de la Pléiade, Maurice Gourdon est membre de la Société de Géographie de Paris. Mais l'ami de Franz Schrader est aussi sociétaire de la S.P.M. (Société des peintres de Montagne de Paris, fondée en 1898). Maurice Gourdon est listé dans l'ouvrage Cent Ans de peinture de Montagne, 1898 - 1998.
En 1936, revenu à Nantes, il y crée la section nantaise du Club alpin français, dont il est, à 89 ans, président honoraire.
Son dernier domicile est au no 7 de la rue Germain-Boffrand à Nantes. Il meurt le 20 mars 1941, et est enterré au cimetière Miséricorde deux jours plus tard (carré aF rang 1)

## Postérité
- Sur proposition de Aymar de Saint-Saud, le Pic Noir (3 034 m) fut rebaptisé officiellement Pic Gourdon. Ce pic est situé entre le Pic des Gourgs-Blancs et le Pic des Spijeoles, dans les Pyrénées Luchonaises.
- Une voie du site d'escalade de la Carrière de Miséry à Nantes porte son nom[2].

## Œuvres
- Monographie de la vallée d’Oueil, 1910